# Chabenec (1516 m)
Chabenec (1516 m) – szczyt w zachodniej części Niżnych Tatr na Słowacji. Znajduje się w grzbiecie odgałęziającym się na południe od Hali Ondrejskiej (1567 m). Grzbiet ten przez wzniesienia Chabenec, Mlynárová (1312 m) i Bukový diel (814 m) opada ku dolinie Hronu w rejonie Brusna i oddziela Dolinę Sopotnicką (Sopotnická dolina) od Doliny Bukowskiej (Bukovská dolina). Zachodnie stoki Chabenca opadają do doliny potoku Sopotnica, wschodnie do doliny potoku Bukovec, w stoki południowe wcina się niewielka dolinka potoku Ramžené (dopływ Sopotnicy).
Stoki Chabenca porasta las, grzbiet pokrywają trawiaste obszary dawnej hali pasterskiej), która ciągnęła się grzbietem Chabenca,  Ondrejskiej Hali, Košarisko i dalej głównym grzbietem Niżnych Tatr. Obecnie na Chabencu w dużym już stopniu zarosła lasem.
W Niżnych Tatrach, w ich głównym grzbiecie jest jeszcze drugi, wyższy i bardziej znany szczyt o nazwie Chabenec.